# سرگی کراسیوک
سرگی کراسیوک (به انگلیسی: Serhiy Krasyuk) (زادهٔ ۱۷ نوامبر ۱۹۶۱) شناگر اهل شوروی است.